# SVOD '22
SVOD '22 - ook wel Oostkapelle Domburg - is een Nederlandse voetbalclub uit de plaatsen Oostkapelle en Domburg in de provincie Zeeland. De vereniging is op 1 juli 2022 ontstaan na een fusie tussen de clubs VV Oostkapelle en VV Domburg waarvan de standaardelftallen al twee jaar speelden onder de naam ST Oostkapelle/Domburg. 

## Competitieresultaten 2022–heden
| 11 1C |

| 5 2E |

| -- 2E |

| Eerste klasse | Tweede klasse |